# Sezonul de Formula 1 din 2020 - Presezon
Testele de presezon pentru Sezonul de Formula 1 din 2020 au fost o serie a câte două sesiuni (fiecare a câte trei zile) desfășurate pe Circuitul Catalunya din Barcelona. Prima sesiune s-a desfășurat între 19-21 februarie, iar cea de a doua sesiune între 26-28 februarie.
Aceste sesiuni au avut scopul de a pregăti echipele pentru noul sezon, cât și pentru adaptarea piloților la noile mașini.

## Prima sesiune
Prima sesiune s-a defășurat între 19-21 februarie.

### Prima zi
Lewis Hamilton și Mercedes AMG Petronas au început apărarea campionatelor în stil, Hamilton conducând clasamentul cu trei zecimi de secundă față de colegul de echipă Valtteri Bottas, în timp ce Mercedes a finalizat 173 de tururi - cele mai multe orice echipă.
| Poziție | Numărul mașinii | Pilot              | Constructor     | Timpi    | Tururi completate |
| ------- | --------------- | ------------------ | --------------- | -------- | ----------------- |
| 1       | 44              | Lewis Hamilton     | Mercedes        | 1:16.976 | 94                |
| 2       | 77              | Valtteri Bottas    | Mercedes        | +0.337s  | 79                |
| 3       | 11              | Sergio Pérez       | Racing Point    | +0.399s  | 58                |
| 4       | 33              | Max Verstappen     | Red Bull Racing | +0.540s  | 168               |
| 5       | 26              | Daniil Kveat       | AlphaTauri      | +0.722s  | 115               |
| 6       | 55              | Carlos Sainz Jr.   | McLaren         | +0.866s  | 161               |
| 7       | 3               | Daniel Ricciardo   | Renault         | +0.897s  | 54                |
| 8       | 31              | Esteban Ocon       | Renault         | +1.028s  | 62                |
| 9       | 63              | George Russell     | Williams        | +1.192s  | 73                |
| 10      | 18              | Lance Stroll       | Racing Point    | +1.306s  | 50                |
| 11      | 16              | Charles Leclerc    | Ferrari         | +1.313s  | 131               |
| 12      | 6               | Nicholas Latifi    | Williams        | +1.406s  | 63                |
| 13      | 88              | Robert Kubica      | Alfa Romeo      | +1.410s  | 59                |
| 14      | 20              | Kevin Magnussen    | Haas            | +1.490s  | 104               |
| 15      | 99              | Antonio Giovinazzi | Alfa Romeo      | +3.120s  | 78                |
| Sursa:  |                 |                    |                 |          |                   |

### A doua zi
Întârzierea lui Kimi Räikkönen a trimis pe Alfa Romeo C39 în topul clasamentului în a doua zi a testelor de presezon, cu cel mai rapid tur de 1 minut și 17.091 secunde - înainte de a scoate primul steag roșu al săptămânii, oprindu-se pe pistă cu 15 minute rămase. Mercedes a captat atenția (chiar dacă Bottas a terminat cu 2.216 secunde în spate în partea de jos a clasamentului) datorită dispozitivului lor ingenios și intrigant DAS, un volan mobil ce se crede că modifică atitudinea roților din față, ceea ce a provocat o agitație mare în padoc  odată ce a fost reperat datorită unui film de la bordul mașinii lui Lewis Hamilton.
| Poziție | Numărul mașinii | Pilot            | Constructor     | Timpi    | Tururi completate |
| ------- | --------------- | ---------------- | --------------- | -------- | ----------------- |
| 1       | 7               | Kimi Räikkönen   | Alfa Romeo      | 1:17.091 | 134               |
| 2       | 11              | Sergio Pérez     | Racing Point    | +0.256s  | 145               |
| 3       | 3               | Daniel Ricciardo | Renault         | +0.658s  | 41                |
| 4       | 23              | Alexander Albon  | Red Bull Racing | +0.821s  | 134               |
| 5       | 10              | Pierre Gasly     | AlphaTauri      | +1.030s  | 147               |
| 6       | 5               | Sebastian Vettel | Ferrari         | +1.063s  | 73                |
| 7       | 63              | George Russell   | Williams        | +1.175s  | 116               |
| 8       | 16              | Charles Leclerc  | Ferrari         | +1.244s  | 49                |
| 9       | 44              | Lewis Hamilton   | Mercedes        | +1.296s  | 106               |
| 10      | 4               | Lando Norris     | McLaren         | +1.306s  | 50                |
| 11      | 8               | Romain Grosjean  | Haas            | +1.405s  | 158               |
| 12      | 31              | Esteban Ocon     | Renault         | +1.466s  | 52                |
| 13      | 77              | Valtteri Bottas  | Mercedes        | +2.216s  | 77                |
| Sursa:  |                 |                  |                 |          |                   |

### A treia zi
Turul senzațional al lui Valtteri Bottas l-a trimis în topul clasamentului în ultima zi a primei săptămâni a testelor de presezon în 2020. Mercedes a obținut un 1-2, cu Lewis Hamilton sărind pe locul 2 după-amiază - deși aproape o secundă în favoarea coechipierului său.
| Poziție | Numărul mașinii | Pilot              | Constructor     | Timpi    | Tururi completate |
| ------- | --------------- | ------------------ | --------------- | -------- | ----------------- |
| 1       | 77              | Valtteri Bottas    | Mercedes        | 1:15.732 | 65                |
| 2       | 44              | Lewis Hamilton     | Mercedes        | +0.784s  | 73                |
| 3       | 31              | Esteban Ocon       | Renault         | +1.370s  | 76                |
| 4       | 18              | Lance Stroll       | Racing Point    | +1.606s  | 116               |
| 5       | 26              | Daniil Kveat       | AlphaTauri      | +1.695s  | 62                |
| 6       | 99              | Antonio Giovinazzi | Alfa Romeo      | +1.737s  | 152               |
| 7       | 3               | Daniel Ricciardo   | Renault         | +1.842s  | 93                |
| 8       | 33              | Max Verstappen     | Red Bull Racing | +1.904s  | 86                |
| 9       | 10              | Pierre Gasly       | AlphaTauri      | +2.051s  | 59                |
| 10      | 23              | Alexander Albon    | Red Bull Racing | +2.422s  | 83                |
| 11      | 55              | Carlos Sainz Jr.   | McLaren         | +2.542s  | 76                |
| 12      | 8               | Romain Grosjean    | Haas            | +2.648s  | 48                |
| 13      | 5               | Sebastian Vettel   | Ferrari         | +2.652s  | 100               |
| 14      | 4               | Lando Norris       | McLaren         | +2.722s  | 49                |
| 15      | 6               | Nicholas Latifi    | Williams        | +3.272s  | 72                |
| 16      | 20              | Kevin Magnussen    | Haas            | +3.977s  | 4                 |
| Sursa:  |                 |                    |                 |          |                   |

## A doua sesiune
Cea de-a doua sesiune s-a desfășurat între 26-28 februarie.

### Prima zi
Robert Kubica a stabilit cel mai rapid tur al primei zile în săptămâna a 2-a a testelor de presezon pentru Alfa Romeo Racing, cu Max Verstappen de la Red Bull Racing fiind al de-al doilea cel mai rapid, cu 405 milisecunde în spate, iar pilotul de la Racing Point, Sergio Pérez, completând primii trei într-o sesiune scurtată de deraparea târzie a lui Verstappen.
| Poziție | Numărul mașinii | Pilot            | Constructor     | Timpi    | Tururi completate |
| ------- | --------------- | ---------------- | --------------- | -------- | ----------------- |
| 1       | 88              | Robert Kubica    | Alfa Romeo      | 1:16.942 | 53                |
| 2       | 33              | Max Verstappen   | Red Bull Racing | +0.405s  | 83                |
| 3       | 11              | Sergio Pérez     | Racing Point    | +0.486s  | 84                |
| 4       | 26              | Daniil Kveat     | AlphaTauri      | +0.514s  | 61                |
| 5       | 10              | Pierre Gasly     | AlphaTauri      | +0.598s  | 25                |
| 6       | 23              | Alexander Albon  | Red Bull Racing | +0.608s  | 29                |
| 7       | 44              | Lewis Hamilton   | Mercedes        | +0.620s  | 89                |
| 8       | 18              | Lance Stroll     | Racing Point    | +0.845s  | 43                |
| 9       | 77              | Valtteri Bottas  | Mercedes        | +1.158s  | 90                |
| 10      | 5               | Sebastian Vettel | Ferrari         | +1.171s  | 84                |
| 11      | 3               | Daniel Ricciardo | Renault         | +1.272s  | 53                |
| 12      | 55              | Carlos Sainz Jr. | McLaren         | +1.279s  | 46                |
| 13      | 16              | Charles Leclerc  | Ferrari         | +1.302s  | 80                |
| 14      | 6               | Nicholas Latifi  | Williams        | +1.358s  | 48                |
| 15      | 63              | George Russell   | Williams        | +1.593s  | 58                |
| 16      | 8               | Romain Grosjean  | Haas            | +1.728s  | 107               |
| 17      | 4               | Lando Norris     | McLaren         | +1.884s  | 56                |
| 18      | 7               | Kimi Räikkönen   | Alfa Romeo      | +2.573s  | 51                |
| 19      | 31              | Esteban Ocon     | Renault         | +4.600s  | 74                |
| Sursa:  |                 |                  |                 |          |                   |

### A doua zi
O suprafață umedă și netedă i-a întâmpinat pe șoferi în penultima zi de teste la Barcelona, dar condițiile adverse au făcut repede loc pentru soarele spaniol, în timp ce Sebastian Vettel a stabilit cel mai rapid timp al zilei pentru Ferrari în fața lui Pierre Gasly și Lance Stroll - în timp ce Lewis Hamilton a reușit doar 14 tururi înainte ca o defecțiune la motorul Mercedes să-i încheie ziua devreme după-amiaza.
| Poziție | Numărul mașinii | Pilot              | Constructor     | Timpi    | Tururi completate |
| ------- | --------------- | ------------------ | --------------- | -------- | ----------------- |
| 1       | 5               | Sebastian Vettel   | Ferrari         | 1:16.841 | 144               |
| 2       | 10              | Pierre Gasly       | AlphaTauri      | +0.225s  | 138               |
| 3       | 18              | Lance Stroll       | Racing Point    | +0.277s  | 130               |
| 4       | 6               | Nicholas Latifi    | Williams        | +0.472s  | 158               |
| 5       | 4               | Lando Norris       | McLaren         | +0.732s  | 112               |
| 6       | 33              | Max Verstappen     | Red Bull Racing | +0.897s  | 31                |
| 7       | 77              | Valtteri Bottas    | Mercedes        | +1.144s  | 47                |
| 8       | 31              | Esteban Ocon       | Renault         | +1.172s  | 37                |
| 9       | 20              | Kevin Magnussen    | Haas            | +1.384s  | 110               |
| 10      | 23              | Alexander Albon    | Red Bull Racing | +1.552s  | 60                |
| 11      | 3               | Daniel Ricciardo   | Renault         | +1.554s  | 59                |
| 12      | 99              | Antonio Giovinazzi | Alfa Romeo      | +2.829s  | 91                |
| 13      | 44              | Lewis Hamilton     | Mercedes        | +5.584s  | 14                |
| Sursa:  |                 |                    |                 |          |                   |

### A treia zi
În condițiile în care testele de presezon din 2020 s-au încheiat la Barcelona, Valtteri Bottas și Mercedes s-au lăsat zâmbitori, întrucât au terminat ultima zi de teste deasupra clasamentului, deși doar 0,073 secunde a fost diferența dintre finlandez și Max Verstappen de la Red Bull.
| Poziție | Numărul mașinii | Pilot            | Constructor     | Timpi    | Tururi completate |
| ------- | --------------- | ---------------- | --------------- | -------- | ----------------- |
| 1       | 77              | Valtteri Bottas  | Mercedes        | 1:16.196 | 77                |
| 2       | 33              | Max Verstappen   | Red Bull Racing | +0.073s  | 44                |
| 3       | 3               | Daniel Ricciardo | Renault         | +0.080s  | 65                |
| 4       | 16              | Charles Leclerc  | Ferrari         | +0.164s  | 177               |
| 5       | 44              | Lewis Hamilton   | Mercedes        | +0.214s  | 90                |
| 6       | 31              | Esteban Ocon     | Renault         | +0.237s  | 71                |
| 7       | 11              | Sergio Pérez     | Racing Point    | +0.438s  | 153               |
| 8       | 55              | Carlos Sainz Jr. | McLaren         | +0.624s  | 159               |
| 9       | 63              | George Russell   | Williams        | +0.675s  | 143               |
| 10      | 26              | Daniil Kveat     | AlphaTauri      | +0.718s  | 157               |
| 11      | 8               | Romain Grosjean  | Haas            | +0.841s  | 86                |
| 12      | 7               | Kimi Räikkönen   | Alfa Romeo      | +1.219s  | 115               |
| 13      | 20              | Kevin Magnussen  | Haas            | +1.299s  | 25                |
| 14      | 23              | Alexander Albon  | Red Bull Racing | +1.607s  | 59                |
| Sursa:  |                 |                  |                 |          |                   |